# Уваровица
Уваровица — деревня в Междуреченском районе Вологодской области.
Входит в состав Туровецкого сельского поселения, с точки зрения административно-территориального деления — в Туровецкий сельсовет.
Расстояние по автодороге до районного центра Шуйского — 68 км, до центра муниципального образования Туровца — 7 км.
По переписи 2002 года население — 9 человек.